# Демографија Молдавије

### Попис становништва1989. године
Молдавија је по овом попису имала 4.335.400 становника. Најбројнији су били Молдавци којих је било 2.795.00 (64,5%), следе Украјинци којих је било 600.000 (14%), Руси 562.000 (13%), Гагаузи 153.000 (4%), Бугари 88.000 (2%), Јевреји 66.000 (2%). У региону Придњестровља етничка структура је била следећа: Молдавци 40%, Украјинци 28%, Руси 25%, Бугари 2%, Гагаузи 1%.

### Миграције становништва у међупописном периоду
У главном граду Кишињеву је 1990. било 676.000 становника (50% су чинили Молдавци, 25% Руси, 13% Украјинци) од тада због политичке ситуације почиње исељавање Руса и Украјинаца да би 2004. град имао око 716.000 становника од којих су Молдавци чинили око 70%, Руси само 13,7% а остатак Украјинци, Бугари, Гагаузи итд. У граду Тираспољу који је био главни град Молдавске АССР 1929-1940 већину становништва су чинили Руси (41%) и Украјинци (32%) док је Молдаваца било свега 18%. Касније је услед рата за независност Придњестровске републике број Молдаваца опао на свега 13% у овом граду. Руси и Украјинци су при имиграцији у Молдавију насељавали углавном градове, док су на селима живели Молдавци.

### Попис становништва2004. године (прелиминарни резултати)
Етнички састав је следећи: Моладавци чине 76,1% становништва, Украјинци 8,4%, Руси 5,8%, Гагаузи 4,4%, Румуни 2,1%, Бугари 1,9% и остало становништво 1,3%.

### Осталидемографскиподаци
стопа наталитета незнатно расте последњих година и износи 15,27 промила (процена 2006), стопа морталитета је 12,79 промила (2006), стопа смртности одојчади је највећа у Европи и износи 40,4 промила и показује ниске цивилизацијске вредности и низак ниво здравствене културе. Очекивано трајање живота је свега 65,18 година и показује доста лоше морталитетне услове. Стопа укупног фертилитета је 1,8 и испод је нивоа просте репродукције. Средња старост становништва је 32,2 године.

### Религијска структура
Православље је доминантно са чак 98,5%, следи јудаизам са 1,5% има нешто и баптиста (око 1.000). Православно становништво је некада било под јурисдикцијом Румунске православне цркве (Патријаршије у Букурешту ), али је данас под јурисдикцијом Руске православне цркве (Московске Патријаршије). Како постоји изражена тежња за повратак под Румунску јурисдикцију, у Моладавији постоје 2 епископије, једна румунска и једна руска. 1992. године је Московска Патријаршија и Све Русије подигла своју епископију на ранг митрополије. Постоји мали део унијата међу Украјинцима. Мање постоје и Јерменска апостолска црква, Пентокосталци, Адвентисти седмог дана, баптисти и Молокани (Секта Руске православне цркве).

### Језичка структура
Румунски тј. молдавски језик је званичан, а говоре се и руски и гагаушки језик (из турске породице језика). Молдавски дијалект румунској језика се говори међу већином становништва у Бесарабији и касније за време постојања Совјетског Савеза, Врши се русификација језика у Молдавији, властита имена су била предмет такође русификације, на чисто румунска (молдавска) имена су додавани руски наставци, вршена је патронимија (додавање очевог имена као средњег) у руском маниру. Иако су и молдавски и руски писани ћирилицом (руски је био званичан језик у Молдавској ССР) само је за 62% становништва молдавски био матерњи језик. Руски је био за већину националних мањина матерњи језик, или пак главни саобраћајни језик (чак је и код Молдаваца по градовима, који су били више русијализовани, руски био важнији од молдавског језика). 31. августа 1989. године Врховни савет Молдавије доноси одлуку о државном језику када се Молдавски језик писан латиницом проглашава званичним. Због притиска не-молдавских националних мањина руски је и дање остао као главни језик међуетничке комуникације и онемогућено је остваривање плана о молдавском као званичном језику. 27. априла 1994. године је донета одлука да се Молдавски писан латиницом озваничи као државни, притом штитећи положај руског и осталих мањинских језика. Овог пута је то заживело у закону. Већ 1995. је тражено да се званично име језика из Молдавски промени у Румунски (то је исти језик са различитим именима), али до тога није дошло. Писменост је иначе врло висока и износи преко 99%.